# Un morso e via!
Un morso e via è un album del cantante italiano Scialpi, pubblicato nel 1988 dalla RCA.
L'album è disponibile nei formati LP, MC e CD.
Il singolo di punta è Pregherei, cantato in duetto con la cantante britannica Scarlett Von Wollenmann e vincitore assoluto del Festivalbar 1988.

## Tracce
Lato A
1. Uno di noi (F. Migliacci, M. Goldsand, Scialpi)
2. Solitario (So Long) (F. Migliacci, P. Bardens, Scialpi)
3. Porca la miseria (A. Mariella, T. Matioszek)
4. Da bambino (F. Migliacci, G. Scialpi)
5. Io odio tutti i motels (F. Migliacci, R. Zaneli, Scialpi, Thoty)

Lato B
1. Pregherei (Let the Day) (F. Migliacci, Red, Scarlett, Scialpi) (feat. Scarlett Von Wollenmann)
2. Dal cielo in giù (F. Migliacci, R. Zaneli, Scialpi)
3. Tutti trucchi (F. Migliacci, G. Nuti, Scialpi)
4. Cani sciolti (F. Migliacci, L. Macchiarella, Thoty)